# Elecciones federales de Suiza de 1939
Las elecciones federales de Suiza fueron realizadas el 29 de octubre de 1939. El Partido Radical Democrático Suizo se convirtió en el partido más grande del Consejo Nacional, obteniendo 49 de los 187 escaños. Debido al estallido de la Segunda Guerra Mundial, no se realizaron elecciones en 9 de los 25 cantones; Appenzell Ausserrhoden, Lucerna, Neuchâtel, Schwyz, Soleura, Tesino, Valais, Vaud y Zug. En estas llamadas "elecciones silenciosas", un total de 55 candidatos fueron elegidos sin oposición alguna.

## Resultados

### Consejo Nacional
| Partido                                                    | Votos   | %    | Escaños | +/– |
| ---------------------------------------------------------- | ------- | ---- | ------- | --- |
| Partido Socialista Suizo                                   | 160.377 | 25.9 | 45      | –5  |
| Partido Radical Democrático Suizo                          | 128.163 | 20.7 | 49      | +1  |
| Partido Demócrata Cristiano                                | 105.018 | 17.0 | 43      | +1  |
| Partido de los Agricultores, Comerciantes e Independientes | 91.182  | 14.7 | 22      | +1  |
| Alianza de los Independientes                              | 43.735  | 7.1  | 9       | +2  |
| Jóvenes Agricultores                                       | 27.708  | 4.5  | 3       | –1  |
| Grupo Sociopolítico                                        | 16.891  | 2.7  | 5       | +2  |
| Partido Comunista                                          | 15.962  | 2.6  | 4       | +2  |
| Partido Socialista Liberal                                 | 10.865  | 1.8  | 1       | +1  |
| Partido Democrático Liberal                                | 10.241  | 1.7  | 6       | 0   |
| Partido Popular Evangélico de Suiza                        | 5.726   | 0.9  | 0       | –1  |
| Otros partidos                                             | 2.665   | 0.4  | 0       | 0   |
| Votos en blanco/nulos                                      | 21.332  | –    | –       | –   |
| Total                                                      | 639.865 | 100  | 187     | 0   |
| Participación electoral                                    | 861.266 | 74.3 | –       | –   |
| Fuente: Mackie & Rose, Nohlen & Stöver                     |         |      |         |     |

### Consejo de los Estados
En varios cantones, los miembros del Consejo de los Estados fueron elegidos por los parlamentos cantonales.
| Partido                                                    | Escaños | +/– |
| ---------------------------------------------------------- | ------- | --- |
| Partido Demócrata Cristiano                                | 18      | –1  |
| Partido Radical Democrático Suizo                          | 14      | –1  |
| Partido de los Agricultores, Comerciantes e Independientes | 4       | +1  |
| Partido Socialista Suizo                                   | 3       | 0   |
| Partido Democrático Liberal                                | 2       | 0   |
| Grupo Sociopolítico                                        | 0       | 0   |
| Otros partidos                                             | 3       | +1  |
| Total                                                      | 44      | 0   |
| Fuente: Nohlen & Stöver                                    |         |     |